# Фурин (колокольчик)

Фурин на окне

Фурин (яп. 風鈴, фу: «ветер», рин «колокольчик») — традиционный японский колокольчик, сделанный из металла или стекла (иногда также используется керамика или бамбук), с прикреплённым к язычку листом бумаги, на котором иногда изображают стихотворный текст. Обычно фурин имеет округлую форму, но может также изготавливаться в форме животных, палочек, обычных колокольчиков и т. п. Традиционно колокольчики подвешивают на окнах или под карнизом для обеспечения ощущения прохлады летом, по вере японцев, за счёт воздействия определенных звуковых частот на организм.

## История

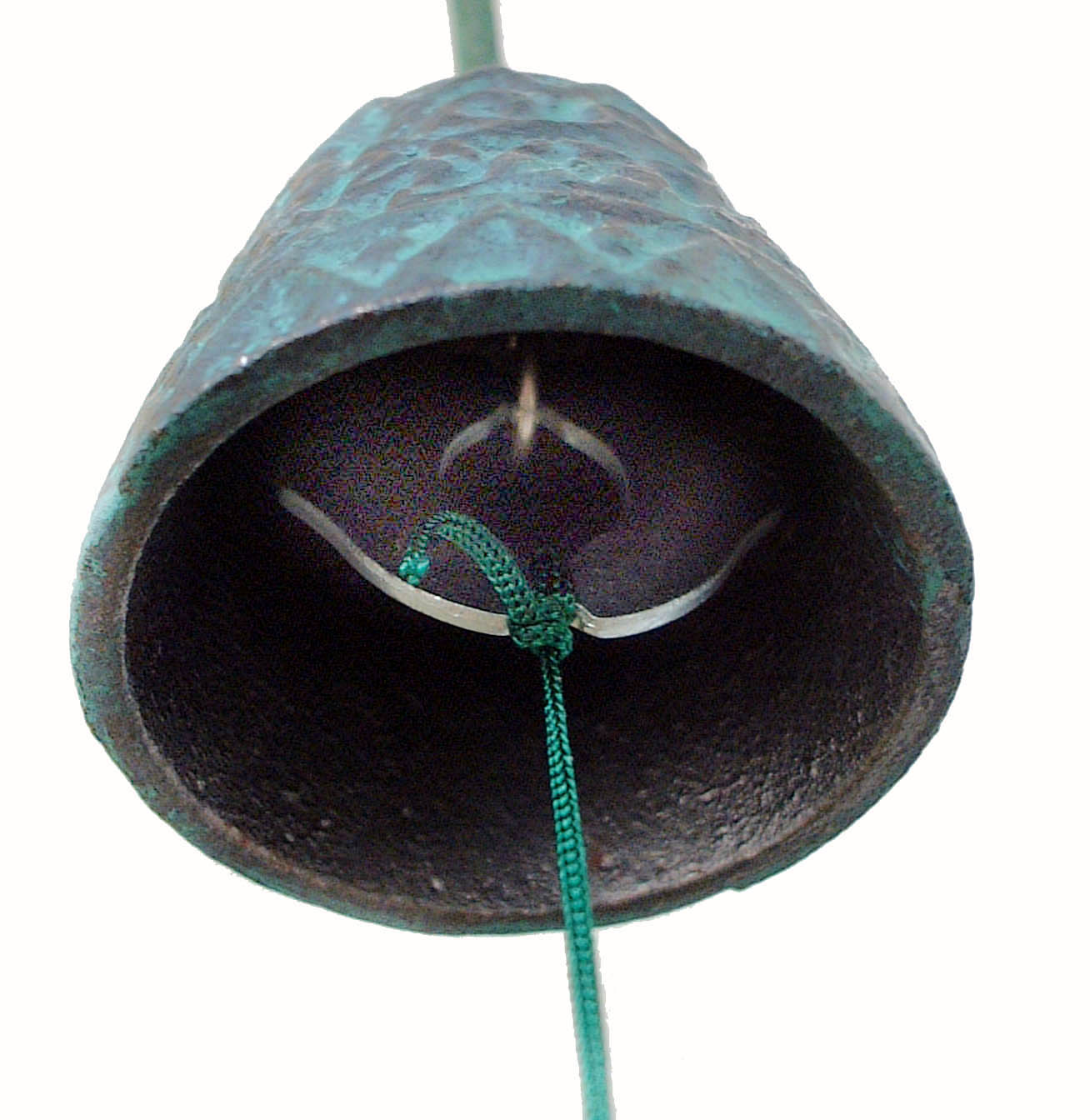
Фурин периода Эдо

Прямой предшественник фурина впервые появился в Китае около 2000 лет назад. Он назывался чжаньфэндо (占風鐸) и использовался для предсказания судьбы. Позднее группа буддистских священников привезла эти колокольчики в Японию, где они приобрели популярность в период Муромати (1336—1573). В период Эдо (1603—1867) фурины получили ещё большую популярность и распространились по всей Японии.

## В культуре
Так как фурин является узнаваемым атрибутом в Японии, то о нем упоминали как в литературе, так и в искусстве. Его изображали на гравюрах укиё-э и сочиняли хайку:
Зимней ночью фурин прозвенел
— и на вдохе едином
наступил Новый год...Накамура Кусатао (яп.)
Колокольчик-фурин купил,
на веранде повесил
а вот и ветер!Найто Мэйсэцу (яп.)